# Kimberley Linehan
Kimberly Ann Linehan (New York, 11 dicembre 1962) è un'ex nuotatrice statunitense.

## Carriera
Specializzata nello stile libero, ha vinto un titolo mondiale sulla distanza degli 800 metri.

## Palmarès
- Mondiali

Berlino 1978: bronzo nei 400m e negli 800m stile libero.
Guayaquil: oro negli 800m stile libero.
- Giochi Panamericani

San Juan 1979: oro negli 800m stile libero e argento nei 200m stile libero.
- Universiade

Bucarest 1981: oro nei 400m e negli 800m stile libero.